# Geron fumipennis
Geron fumipennis är en tvåvingeart som beskrevs av Neal L. Evenhuis 1979. Geron fumipennis ingår i släktet Geron och familjen svävflugor.
Artens utbredningsområde är Queensland. Inga underarter finns listade i Catalogue of Life.